# 正州
正州，渤海国的西京鸭渌府所领四州之一。
正州治所在吉林省通化市东北老通化。辖境包括在今辽宁省桓仁满族自治县富尔江中游、新宾满族自治县旺清门转水湖山城。正州本沸流王故地。又名沸流郡，有沸流水（浑江）。则州治所当为今富尔江流域，现在富尔江为其音转。在桓仁、新宾两县之间地。下辖东那县。辽朝灭渤海，废正州。